# Timocracia

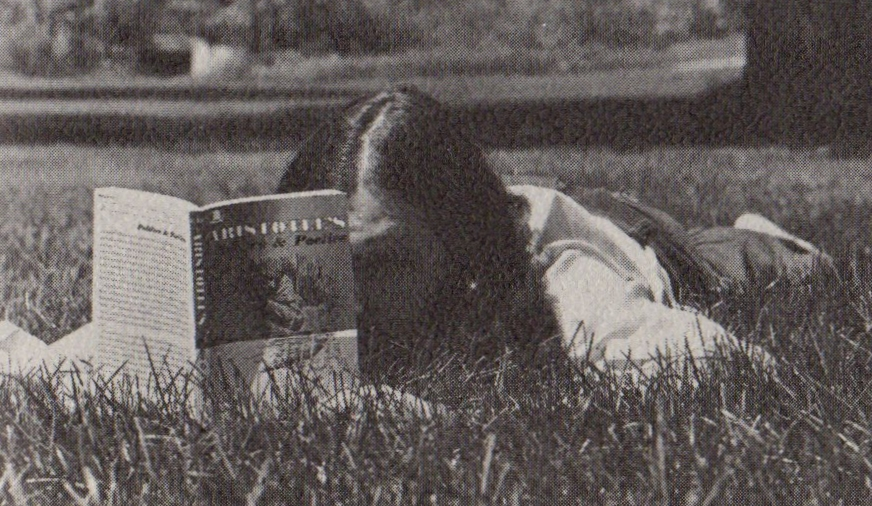
Um aluno lendo uma tradução da Política de Aristóteles

Timocracia (do grego, timē: "honra" ou "valor"), segundo a definição de Platão, no Livro VIII da República, é uma forma de governo onde a honra é o princípio dominante. 
O termo foi originalmente introduzido por Platão para designar a transição entre a constituição ideal e as três formas mais tradicionais de governo (oligarquia, democracia e tirania). Na obra República, Platão se pergunta: "não é esta (a timocracia) talvez uma forma de governo situada entre a aristocracia e a oligarquia?".
Platão se refere inicialmente à timocracia como constituição de Creta ou Lacedemônia, para depois caracterizá-la como a forma de governo que busca as vitórias e as honras. Essa forma de governo também é chamada por ele de timarquia. 
Conforme Aristóteles, em sua obra Política, na timocracia participam do governo os cidadãos que possuem um certo tipo de propriedade ou de capital. Em suas formas mais extremas, onde o poder deriva inteiramente da riqueza, sem consideração pela responsabilidade social ou cívica, a timocracia se torna uma plutocracia.
A timocracia vigorou em Atenas, na Grécia antiga, durante o governo de Sólon. 